# San Julio (västra Santa María Chilchotla kommun)
San Julio är en ort i Mexiko.   Den ligger i kommunen Santa María Chilchotla och delstaten Oaxaca, i den sydöstra delen av landet, 280 km sydost om huvudstaden Mexico City. San Julio ligger 889 meter över havet och antalet invånare är 236.
Terrängen runt San Julio är bergig västerut, men österut är den kuperad. Runt San Julio är det ganska tätbefolkat, med 120 invånare per kvadratkilometer. Närmaste större samhälle är Huautla de Jiménez, 13,0 km söder om San Julio. I omgivningarna runt San Julio växer i huvudsak städsegrön lövskog.